# Archie Hahn
Charles Archibald "Charlie" Hahn (Dodgeville, Wisconsin; 14 de septiembre de 1880 - Charlottesville, Virginia; 21 de enero de 1955) fue un atleta estadounidense considerado como uno de los mejores corredores de velocidad de los primeros veinte años del siglo. Era conocido como el meteorito de Milwaukee.

## Trayectoria deportiva

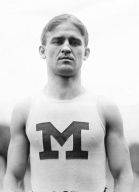
Archie en 1904.

Corriendo para la Universidad de Míchigan, ganó en 1903 los campeonatos estadounidenses y canadienses, por lo que fue considerado como uno de los favoritos para conseguir el triunfo en los Juegos Olímpicos de 1904 a celebrar el año siguiente en Saint Louis.
En los Juegos Olímpicos corrió en primer lugar la carrera de 60 metros lisos, quedando en primera posición. Este éxito hizo que se inscribiera en los 100 y en los 200 metros, consiguiendo el oro olímpico en las tres carreras.
Dos años más tarde repitió triunfo en los 100 metros lisos en los Juegos Intercalados de 1906 celebrados en Atenas.
Después de su carrera deportiva, Archie Hahn fue entrenador y también escribió el libro How to sprint.
| Predecesor: Alvin Kraenzlein | Campeón Olímpico de 60 metros lisos Juegos Olímpicos de San Luis 1904 | Sucesor: no hay |

| Predecesor: Frank Jarvis | Campeón Olímpico de 100 metros lisos Juegos Olímpicos de San Luis 1904 | Sucesor: Reggie Walker |

| Predecesor: John Tewksbury | Campeón Olímpico de 200 metros lisos Juegos Olímpicos de San Luis 1904 | Sucesor: Bobby Kerr |

- Datos: Q313195
- Multimedia: Archie Hahn / Q313195